# Ernesto Teodoro Moneta
Ernesto Teodoro Moneta (ur. 20 września 1833 w Mediolanie, zm. 10 lutego 1918 tamże) – włoski polityk i publicysta, laureat Pokojowej Nagrody Nobla.
Pochodził z rodziny mediolańskich arystokratów. Jako piętnastolatek brał udział w powstaniu przeciwko Austrii. Następnie ukończył studia w akademii wojskowej w Ivrei w Piemoncie i w latach 1859–1860 walczył w Kalabrii, pod dowództwem Giuseppe Garibaldiego. Rozczarowany porażką pod Custozą w kampanii 1866, przerwał karierę wojskową i powrócił do życia cywilnego. Został redaktorem ukazującej się w Mediolanie gazety Il Secolo.

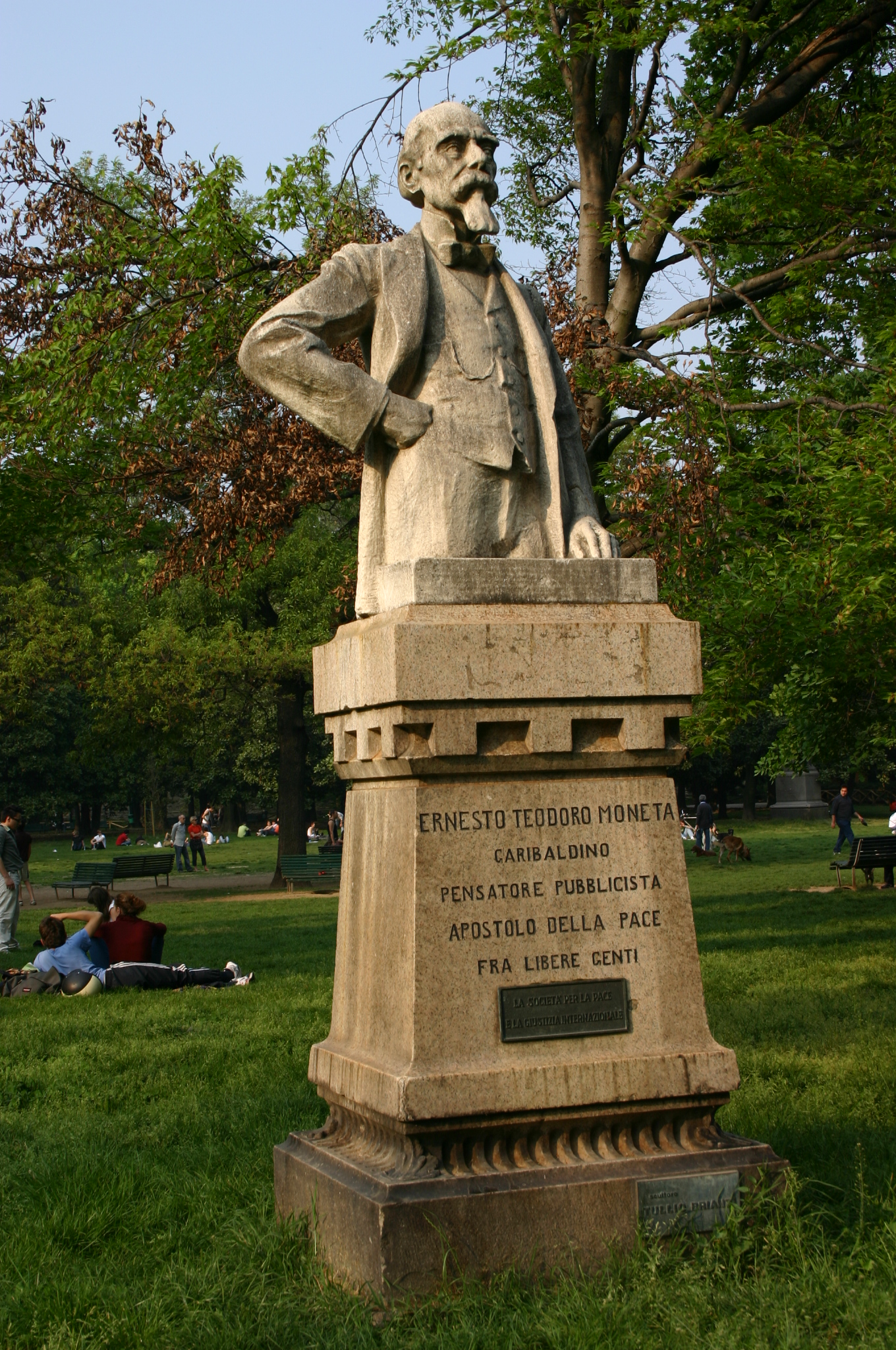
Pomnik Moneta w Mediolanie

W 1895 reprezentował Włochy w komisji Międzynarodowego Biura Pokoju. Był założycielem kilku organizacji związanych z ruchem pokojowym, w tym Lombardzkiej Ligi Pokoju (l'Unione lombarda per la pace e l'arbitrato internazionale) w 1887. W 1906 uczestniczył w XV Międzynarodowym Kongresie Pokoju w Mediolanie.
W 1907 został wyróżniony, wraz z Louisem Renault, Pokojową Nagrodę Nobla.